# 呂獻
呂獻（？—1517年），字丕文，號甲軒，浙江新昌人，明朝政治人物，同進士出身。

## 生平
成化十年甲午科舉人，成化二十年（1484年）登甲辰科三甲八十三名進士，授刑科給事中。因事連坐受廷杖。弘治年間，詔選駙馬，宦官李廣收受詔選人賄賂，遭呂獻檢舉。二十三年，任丁未科礼部会试同考官。十二月，与翰林院侍讲刘戬充正副使，出使安南。弘治二年九月，升本科右给事中。四年，七月升本科左。六年十一月，升礼科都给事中。九年七月，升应天府府丞，丁忧归。
弘治十八年七月，起復顺天府府丞。正德二年（1507年）闰正月，升府尹。四年十月，官至南京兵部右侍郎，八年八月，被御史杨奉弹劾其昏耄，令致仕。十二年閏十二月，卒。